# Eljött hozzám
Az Eljött hozzám (eredeti cím: She Came to Me) 2023-as amerikai romantikus filmvígjáték, amelyet Rebecca Miller írt és rendezett. A főbb szerepekben Peter Dinklage, Marisa Tomei, Joanna Kulig, Brian d’Arcy James és Anne Hathaway látható.
Világpremierje a 73. Berlini Nemzetközi Filmfesztiválon volt 2023. február 16-án, majd 2023. október 6-án mutatta be a Vertical Entertainment. Magyarországon a HBO Max mutatta be 2024. augusztus 9-én.

## Cselekmény
A New Yorkban élő zeneszerző, Steven Lauddem egykori terapeutájának, Patriciának a férje, és kreatív blokkban szenved. Képtelen befejezni visszatérő operájának zenéjét. Patricia azt tanácsolja neki, keressen inspirációt. Útközben Steven sokkal többet talál, mint amire valaha is számított vagy amit valaha is elképzelt. Megismerkedik a temperamentumos vontatóhajó-kapitánnyal, Katrinával, akinek azt tanácsolták, kerülje a romantikus filmeket. A történetben feltűnik egy rendkívül konzervatív bírói gyorsíró és önjelölt ügyész is, aki szenvedélyesen szereti a történelmi rekonstrukciókat. Két szerelmes tinédzser is érintett. A körülöttük lévő neurotikus, megszállott és előítéletes felnőttekkel ellentétben ők józanabbul és megfontoltabban cselekszenek; több cselekmény zajlik egymással párhuzamosan, különböző szinteket, műfajokat és generációkat vegyítve.

## Szereplők
| Szerep                  | Színész            | Magyar hang        |
| ----------------------- | ------------------ | ------------------ |
| Steven Lauddem          | Peter Dinklage     | Láng Balázs        |
| Patricia Jessup-Lauddem | Anne Hathaway      | Bogdányi Titanilla |
| Katrina Trento          | Marisa Tomei       | Vándor Éva         |
| Julian Jessup           | Evan Ellison       | Kretz Boldizsár    |
| Tereza Szyskowski       | Harlow Jane        | Boldog Emese       |
| Magdalena Szyskowski    | Joanna Kulig       | Solecki Janka      |
| Trey Ruffa              | Brian d’Arcy James | Berzsenyi Zoltán   |
| Susan Shaw              | Judy Gold          | Garami Mónika      |
| Duftin Haverford        | Gregg Edelman      | Ferenci Péter      |
| Anton Gatner            | Aalok Mehta        | F. Nagy Eszter     |
| Carl                    | Chris Gethard      |                    |
| Moxie néni              | Dale Soules        |                    |
| Elodie                  | Jen Ponton         |                    |

## A film készítése
2017-ben Steve Carell, Amy Schumer és Nicole Kidman is szerepet kapott a filmben. 2021-ben megerősítették Anne Hathaway, Tahar Rahim, Marisa Tomei, Joanna Kulig és Matthew Broderick főszereplését. Rahim és Broderick később kilépett a projektből.
A forgatás 2021 végén zajlott volna New Yorkban, de csak 2022 áprilisában kezdődött el.

## Bemutató
A film 2023. február 16-án nyitotta meg a 73. Berlini Nemzetközi Filmfesztivált. A Protagonist Pictures által forgalmazott film nemzetközi jogai már a premier előtt elkeltek, többek között az Egyesült Királyságban és Írországban a Sky Cinema, Japánban pedig a Shochiku cégeknek; a Universal Pictures Content Group szerződést kötött a németországi, osztrák, görögországi, ciprusi, olaszországi, skandináviai, izlandi, svájci, izraeli, közel-keleti, dél-afrikai, törökországi, ausztrál, új-zélandi, latin-amerikai, indiai, indonéziai, malajziai, brunei, vietnami, fülöp-szigeteki, szingapúri, tajvani, thaiföldi és ázsiai fizetős televíziós jogokról. 2023 májusában a Vertical Entertainment megvásárolta a film amerikai forgalmazási jogait.
Az Eljött hozzám 2023. október 6-án került a mozikba, a digitális platformokon pedig 2023. november 10-én jelent meg. Korábban a tervek szerint 2023. szeptember 29-én jelent volna meg.